# Klorin

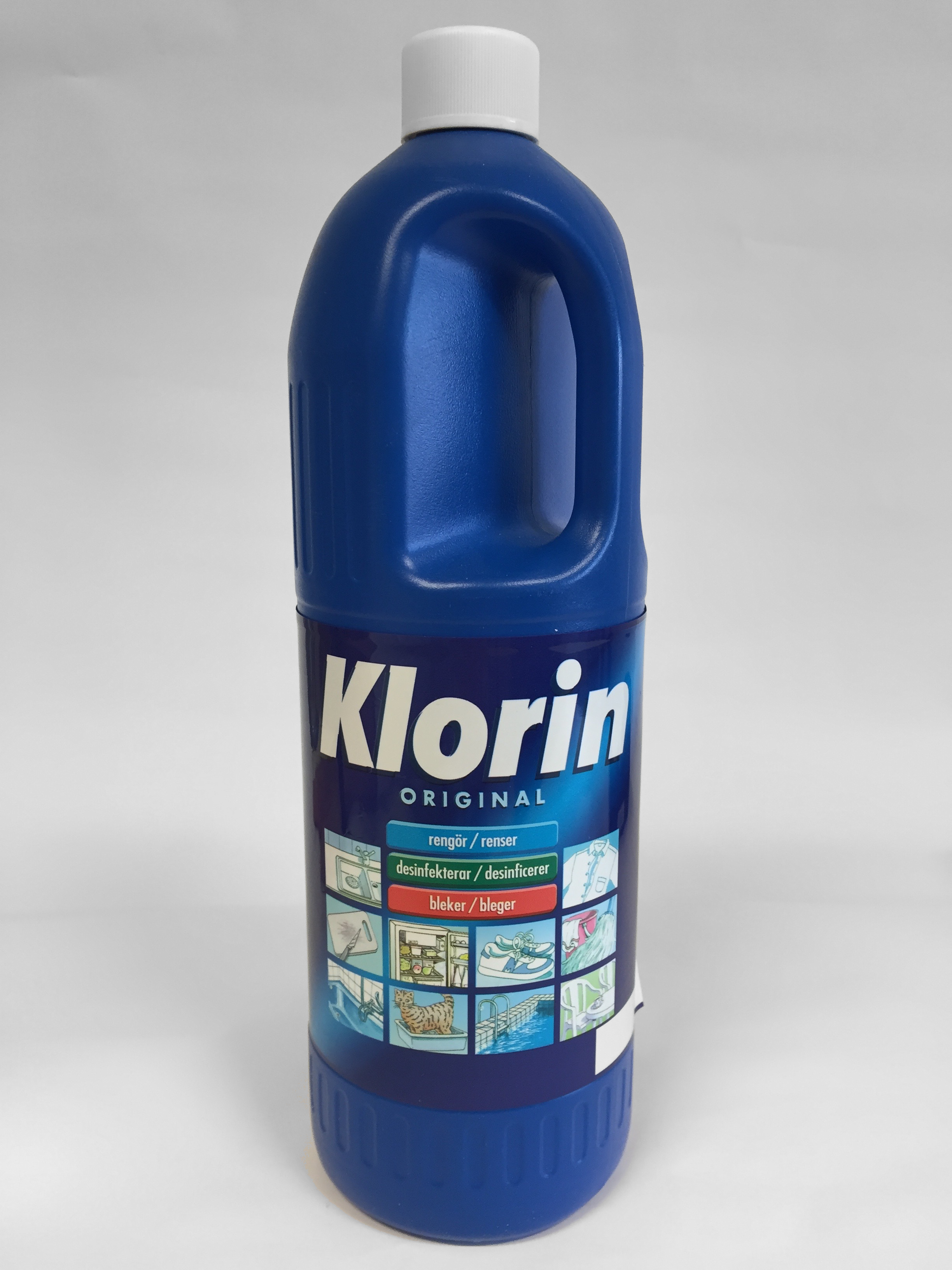
En flaska Klorin.

Klorin är varumärke för ett rengöringsmedel som består av en lösning av natriumhypoklorit (NaClO) i vatten. På grund av denna ingrediens är Klorin basiskt och frigör klor. Klorin används för rengöring, blekning och desinfektion. Klorin marknadsförs av Colgate-Palmolive.
År 1992 bedrev Naturskyddsföreningen en kampanj mot Klorin, där medlet pekades ut som miljöbov. Efter kampanjen minskade den årliga försäljningen av Klorin från 5 000 ton till 200 ton om året. År 2000 avrådde även den Danska Miljøstyrelsen från att man använder Klorin och liknande produkter i privata hushåll.
Natriumhypoklorit är starkt dödande för alla vattenlevande organismer. Det används ofta vid rengöring av föremål och personal inom sjukvården. Det är livsfarligt att förtära eftersom det är frätande.

## Vattenrening
Sveriges vattenverk desinficerar dricksvatten med små mängder klor, för att döda av farliga mikroorganismer. Enligt Svenskt Vatten finns det inga belägg för att den mängd klor eller kloramin som förekommer i vattnet har negativa effekter på hälsan. I vissa fall kan vattnet få en lätt klorsmak eller klorlukt. Det går då att avklorera vattnet med askorbinsyra. Enligt Livsmedelsverket ska organiskt material minimeras i dricksvatten som desinfekteras med klorföreningar. "Om dricksvattnet desinfekteras med klorföreningar samtidigt som det innehåller organiskt material kan det bildas potentiellt hälsovådliga ämnen i form av klororganiska föreningar, till exempel trihalometaner (THM)."
Vattenreningsverken har under 2000-talet en eller flera biologiska reningsprocesser.